# Fuerzas Armadas de Malasia
Las Fuerzas Armadas de Malasia (en malayo: Angkatan Tentera Malaysia; en jawi: اڠكتن تنترا مليسيا), son la fuerza militar de Malasia y constan de tres ramas: el Ejército de Malasia, la Marina Real de Malasia y la Fuerza Aérea Real de Malasia. El número de efectivos en activo de las Fuerzas Armadas de Malasia es de 113.000, y el de reserva de 51.600.
El Comandante Supremo de las Fuerzas Armadas de Malasia es el Yang di-Pertuan Agong (Rey de Malasia).

## Antecedentes

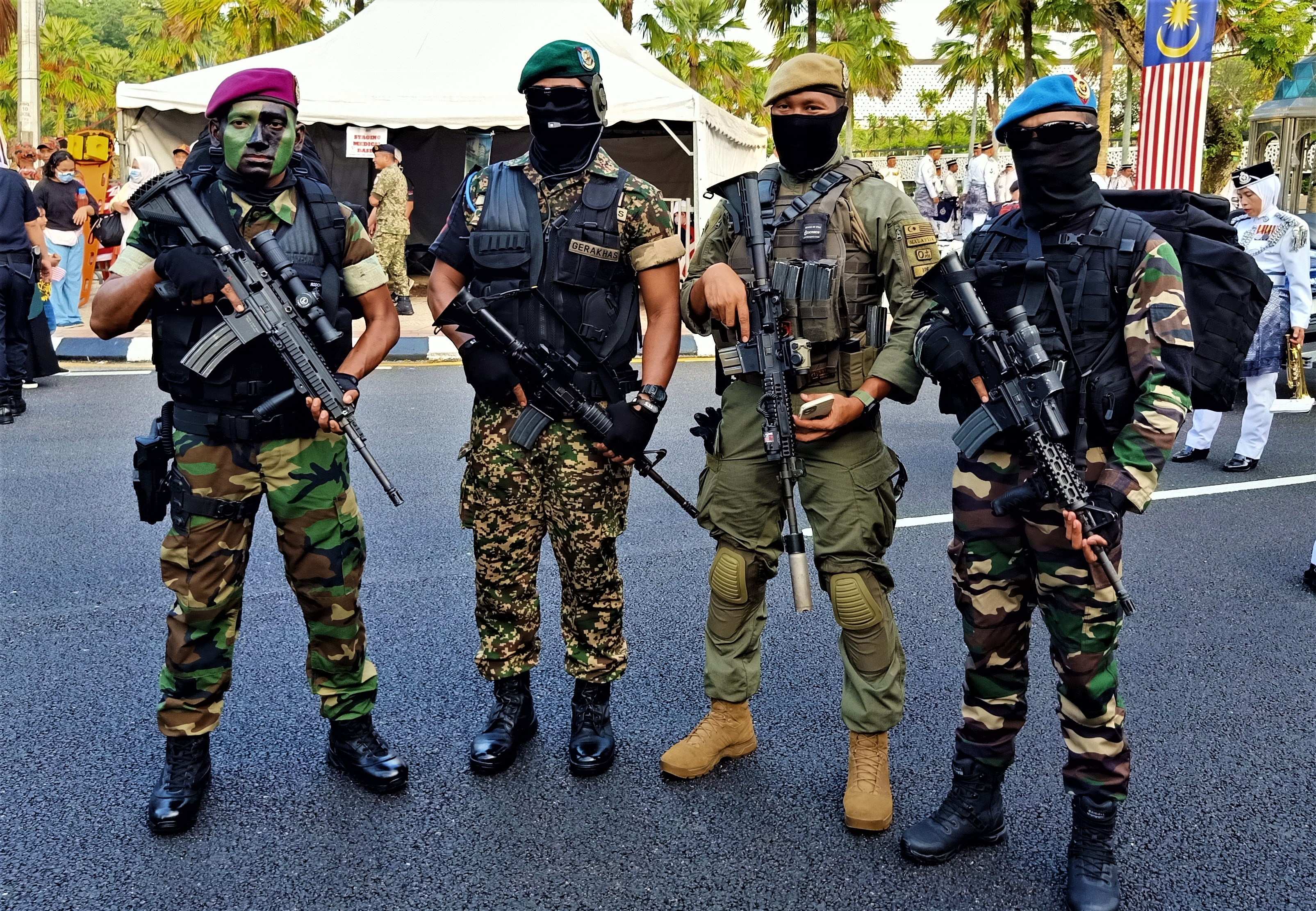
Operativos de PASKAL, GGK, 69 Commando y PASKAU durante el 65º Día de Merdeka en Kuala Lumpur.

Las fuerzas armadas de Malasia se crearon a partir de la unificación de las fuerzas militares surgidas durante la primera mitad del siglo XX, cuando Malaya y Singapur eran súbditos de la dominación colonial británica, antes de que Malaya lograra la independencia en 1957. El principal objetivo de las fuerzas armadas de Malasia es defender la soberanía del país y protegerlo de todo tipo de amenazas.
Se encarga de ayudar a las autoridades civiles a superar todas las amenazas internacionales, preservar el orden público, prestar asistencia en catástrofes naturales y participar en programas nacionales de desarrollo. También mantiene y mejora sus capacidades en la esfera internacional para mantener la política exterior nacional de participar bajo la dirección de la Organización de las Naciones Unidas (ONU).

## Campo de operaciones
Los principales campos de operaciones se encontraban dentro de las fronteras malayas, principalmente para luchar contra una insurgencia liderada por el Partido Comunista de Malasia (PCM) en lo que se conoció como la Emergencia. Las únicas incursiones extranjeras en territorio malayo en la época moderna se produjeron en la Segunda Guerra Mundial por parte de Japón (Malasia no era entonces una entidad política unificada y estaba formada por la Colonia de la Corona Británica de los Asentamientos del Estrecho, y los Estados Malayos Federados y los Estados Malayos no federados, protegidos por los británicos) y durante el enfrentamiento entre Indonesia y Malasia por parte de Indonesia bajo el liderazgo del Presidente Sukarno. Las operaciones en suelo extranjero han sido principalmente operaciones de mantenimiento de la paz bajo los auspicios de las Naciones Unidas.
- Primera Emergencia (1948-1960): Insurrección y guerra de guerrillas con el Ejército de Liberación Nacional Malayo organizada por el Partido Comunista de Malasia contra la administración británica y malaya.

- Ataques moros a Malasia (parte de la piratería en el mar de Sulu) (1962-presente).

- Misión de mantenimiento de la paz en el Congo (1960-1962): Un contingente de 1.947 personas fue enviado como parte de la Operación de las Naciones Unidas en el Congo (ONUC). Este contingente era conocido como la Fuerza Especial Malaya en el Congo y sus experiencias allí fueron relatadas más tarde a través de los dibujos del caricaturista Rejabhad.

- La insurgencia comunista en Sarawak (1963-1990): Insurrección y guerra de guerrillas de la Organización Comunista de Sarawak (desde 1971, Partido Comunista de Kalimantan del Norte) contra los gobiernos británico y malasio para establecer una nación independiente formada por los estados de Sabah, Sarawak y Brunéi. La insurgencia terminó cuando el Partido Comunista de Kalimantan del Norte firmó un tratado de paz con el gobierno malasio en 1990.

- Enfrentamiento entre Indonesia y Malasia (1963-1966): Conflicto armado intermitente entre Malasia e Indonesia, con escaramuzas principalmente en Sarawak y Sabah, en la isla de Borneo. En 1964 se produjeron incursiones armadas en Malasia Peninsular. Los combates se calmaron con la destitución del presidente indonesio Sukarno en 1965 por el ejército indonesio y el conflicto fue declarado terminado por ambas partes en 1966.

- Insurgencia comunista en Malasia (1968-1989): Resurgimiento a bajo nivel de la actividad insurgente de los elementos armados del Partido Comunista de Malasia desde santuarios en la frontera entre Malasia y Tailandia. La insurgencia no terminó hasta que el Partido Comunista de Malasia firmó un tratado de paz con los gobiernos de Malasia y Tailandia el 2 de diciembre de 1989.

- Frontera Irán/Iraq (1988-1991): Participó como parte del Grupo de Observadores Militares Irán-Irak de la ONU (UNIIMOG: United Nations Iran–Iraq Military Observer Group) para supervisar el alto el fuego de la guerra Irán-Irak.

- Namibia (1989-1990): Contribuyó con un batallón al Grupo de Asistencia de las Naciones Unidas para la Transición (UNTAG: United Nations Transition Assistance Group) para supervisar las elecciones y la transición a la independencia de Namibia.

- Sáhara Occidental (1991-presente): Un contingente de observadores bajo la Misión de las Naciones Unidas para el Referéndum del Sáhara Occidental (MINURSO) para ayudar a implementar un alto el fuego entre el Frente Polisario y Marruecos y ayudar a promover un referéndum sobre el futuro de la zona.

- Angola (1991-1995): Se envió un contingente en el marco de la Misión de Verificación de las Naciones Unidas en Angola II (UNAVEM II: United Nations Angola Verification Mission II) para hacer cumplir el alto el fuego en la guerra civil angoleña.

- Frontera entre Irak y Kuwait (1992-2003): Se envió un contingente en el marco de la Misión de Observación de las Naciones Unidas para Iraq y Kuwait para vigilar la zona desmilitarizada a lo largo de la frontera entre Iraq y Kuwait, impedir las violaciones de la frontera e informar sobre cualquier acción hostil.

- Camboya (1992-1993): La Autoridad Provisional de las Naciones Unidas en Camboya envió un equipo de observadores para ayudar en la administración de Camboya y organizar y celebrar elecciones.

- Bosnia y Herzegovina (1993-1998): Un contingente de mantenimiento de la paz conocido como Mando MALBATT (Batallón de Malasia) fue enviado inicialmente bajo la Fuerza de Protección de las Naciones Unidas (UNPROFOR: United Nations Protection Force) de 1993 a 1995 con despliegues en Konjic, Jablanica y Pazarić en Hadžići. Tras los Acuerdos de Dayton, las fuerzas fueron redesplegadas como Mando MALCON (Contingente de Malasia) bajo la Fuerza de Implementación (IFOR: Implementation Force) dirigida por la OTAN (North Atlantic Treaty Organization; Organización del Tratado del Atlántico Norte) en la Operación Joint Endeavor con despliegues en Livno, Glamoč y Kupres. El MALCON participó además como parte de la Fuerza de Estabilización (SFOR: Stabilisation Force) dirigida por la OTAN hasta 1998. En este campo de operaciones llegaron a desplegarse hasta 8.000 soldados.

- Liberia (1993-1997): En el marco de la Misión de Observadores de las Naciones Unidas en Liberia (UNOMIL: United Nations Observer Mission in Liberia), se envió un equipo de 3 oficiales para apoyar los esfuerzos de la Comunidad Económica de los Estados de África Occidental (CEDEAO) y del Gobierno Nacional de Transición de Liberia por aplicar los acuerdos de paz firmados entre las partes beligerantes en Liberia.

- Somalia (1993-1994): En el marco de la Operación de las Naciones Unidas en Somalia II (ONUSOM II: United Nations Operation in Somalia II) se envió un contingente conocido como MALBATT para que emprendiera las acciones oportunas, incluidas medidas coercitivas, a fin de establecer en toda Somalia un entorno seguro para la ayuda humanitaria. Durante su despliegue, el MALBATT participó en la Batalla de Mogadiscio, en la que murió en combate un miembro del personal y otros siete resultaron heridos en combate durante las operaciones de socorro para ayudar a las tropas rodeadas de la Task Force Ranger de Estados Unidos. El 18 de enero de 1994, el Teniente General Abu Samah Bin Abu Bakar fue nombrado Comandante de las fuerzas de la UNOSOM II. Su nombramiento también supuso que las Naciones Unidas revisaran el mandato de UNOSOM II para que dejara de utilizar "métodos coercitivos" en el desempeño de sus funciones, aunque conservando "cierta capacidad para defender a su personal si las circunstancias lo justifican".[6]

- Mozambique (1993-1995).

- Se envió un equipo de observadores en el marco de las Operaciones de las Naciones Unidas en Mozambique (ONUMOZ: United Nations Operations in Mozambique).

- Enfrentamiento de Lahad Datu (2013).

- Desplegada en el sur del Líbano para mantener la paz tras la retirada de las fuerzas militares israelíes a principios de 2007 (invasión del sur del Líbano por militares israelíes). La unidad también está formada por elementos de GGK (Grup Gerak Khas; Grupo de Servicios Especiales), PASKAL (Pasukan Khas Laut; Fuerzas Navales Especiales de Guerra), PASKAU (RMAF Special Forces; Fuerzas Especiales de la RMAF) y PARA (Parachute Brigade; Brigada Paracaidista).[7]

- Desplegó un contingente denominado Equipo Médico Malayo (MASMEDTIM: Malaysian Medical Team) en Chaman, Pakistán, para tratar a los refugiados de Afganistán durante la invasión estadounidense de Afganistán en 2001.

- Desplegó aproximadamente una fuerza del tamaño de una brigada en las islas que rodean las aguas de Sabah, en Ops Pasir, para evitar que se repitieran los secuestros de Sipadan kidn en 2000.

- Desplegó un contingente en Aceh tras la catástrofe del tsunami de 2004.

- Desplegó el Equipo Médico Malayo en Pakistán durante el terremoto de 2005.

- Desplegado en el sur de Filipinas como parte de la fuerza de supervisión acordada por el Gobierno filipino y el Frente Moro de Liberación Islámica (FMLI: Moro Islamic Liberation Front).

- Desplegada en Timor Oriental/Este de Leste junto con fuerzas australianas, portuguesas y neozelandesas a petición del Gobierno de Timor Oriental. El primer equipo de 25 soldados de la 10 Para Brigade, el Royal Intelligence Corp y el Commando Regiment se desplegó en misión de investigación antes de ser reforzado por otros 209 soldados. (a 27 de mayo de 2006)

Otras participaciones limitadas en el marco de la Operaciones de mantenimiento de la paz de las Naciones Unidas (UNPKO: United Nations Peacekeeping Operations) son la Fuerza Internacional de Policía de las Naciones Unidas (UNIPTF: United Nations International Police Force) desde diciembre de 1995; la Misión de las Naciones Unidas en Kosovo (UNMIK: United Nations Mission in Kosovo) desde junio de 1999; la Misión de Observadores de las Naciones Unidas en Sierra Leona (UNAMSIL: United Nations Observer Mission in Sierra Leone) desde octubre de 1999; la Administración de Transición de las Naciones Unidas para Timor Oriental (UNTAET: United Nations Transitional Administration in East Timor) desde septiembre de 1999 y la Misión de las Naciones Unidas en la República Democrática del Congo (MONUC: United Nations Organisation Mission in Democratic Republic of Congo) desde febrero de 2000. 18 miembros de las Fuerzas Armadas de Malasia han muerto durante operaciones de mantenimiento de la paz de la ONU.

## Desarrollo actual

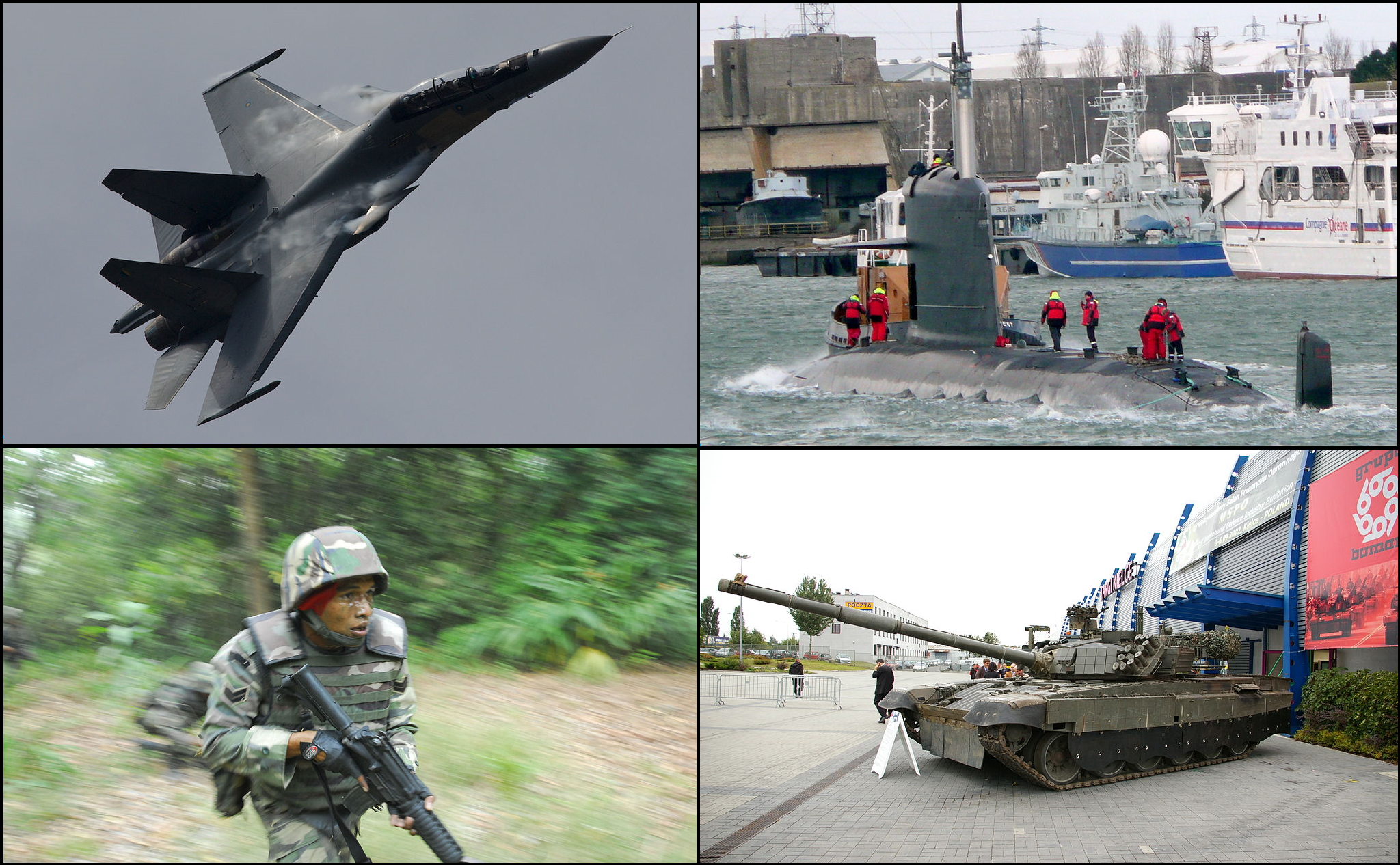
Ejemplos de los principales medios de armamento de las Fuerzas Armadas de Malasia. En el sentido de las agujas del reloj, desde arriba a la derecha: Submarino de clase Scorpène, PT-91M MBT, paracaidista del ejército malasio con M4A1 y avión de combate Su-30MKM.

Las necesidades de defensa de Malasia se asignan a las Fuerzas Armadas Malayas (ATM: Angkatan Tentera Malaysia). Las fuerzas armadas tienen tres ramas, el Ejército de Malasia (TDM: Tentera Darat Malaysia), la Real Armada de Malasia (TLDM: Tentera Laut Diraja Malaysia) y la Real Fuerza Aérea de Malasia (TUDM: Tentera Udara Diraja Malaysia). Malasia no tiene servicio militar obligatorio, y la edad mínima requerida para el servicio militar voluntario es de 18 años.
A principios de la década de 1990, Malasia emprendió un importante programa de ampliación y modernización de sus fuerzas armadas. Sin embargo, las restricciones presupuestarias impuestas por la crisis financiera asiática de 1997 frenaron muchas de sus adquisiciones. La reciente recuperación económica puede conducir a una relajación de las restricciones presupuestarias y a la reanudación de las grandes compras de armamento. En octubre de 2000, el ministro de Defensa anunció también una revisión de la política nacional de defensa y seguridad para ponerla al día. La revisión abordaba las nuevas amenazas a la seguridad que han surgido en forma de conflictos de baja intensidad, como el secuestro de malayos y extranjeros en las islas turísticas situadas frente a la costa oriental del estado de Sabah y el creciente riesgo de disputas territoriales con varios países vecinos. En la actualidad, el 1,4% del PIB de Malasia se gasta en el ejército, y emplea al 1,23% de la mano de obra del país. El Dr. Kogila Balakrishnan es el responsable de la Industria de Defensa.

### Ejército de Malasia

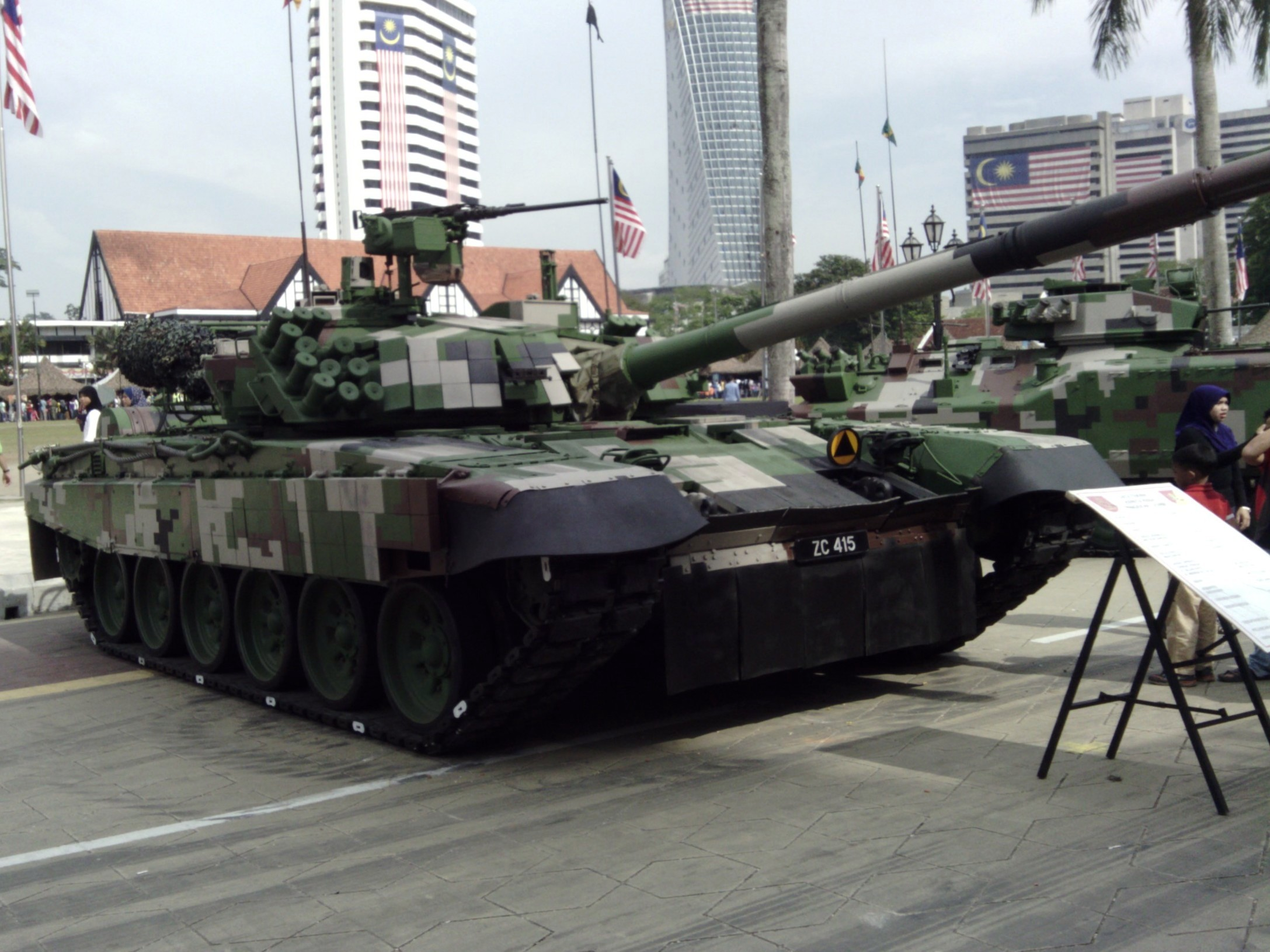
PT-91M Pendekar MBT del Ejército de Malasia.

Desde la recuperación de la crisis económica de 1997, el programa de modernización del ejército ha cobrado impulso. La adquisición de carros de combate principales (MBT: Main Battle Tanks), vehículos blindados de transporte de tropas (APC: Armoured Personnel Carriers), vehículos de combate de infantería (IFV: Infantry Fighting Vehicles) y artillería moderna convierten al ejército malasio en una de las potencias más potentes de la región.

### Real Armada de Malasia

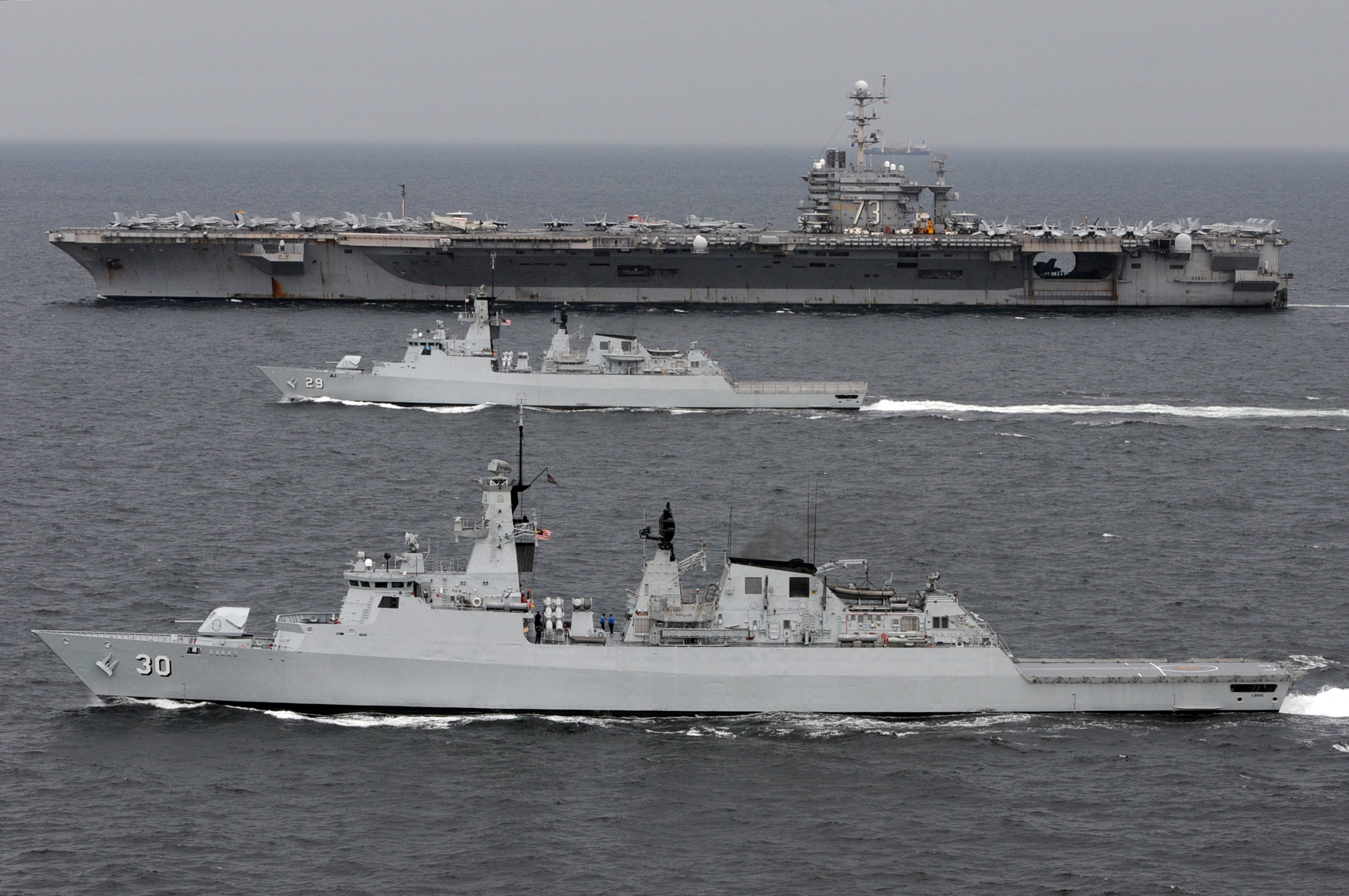
Fragata clase Lekiu de la RMN.

Tras la finalización del programa de buques patrulleros de nueva generación (NGPV: New Generation Patrol Vessel), la RMN ha pasado a su siguiente programa, denominado buque patrullero de segunda generación (SGPV: Second Generation Patrol Vessel). La RMN también tiene previsto adquirir más submarinos, así como un lote de buques de misión litoral (LMS: Littoral Mission Ships), el buque de misión litoral de clase Keris y la corbeta de clase Ada. La RMN también tiene previsto añadir Buque de apoyo multifunción (MRSS: Multi Role Support Ship) para su función de apoyo. Además, un programa de modernización denominado Programa de Extensión de la Vida Útil (SLEP: Service Life Extension Program) para los buques envejecidos mantendrá la flota moderna con las últimas tecnologías necesarias.

### Real Fuerza Aérea de Malasia

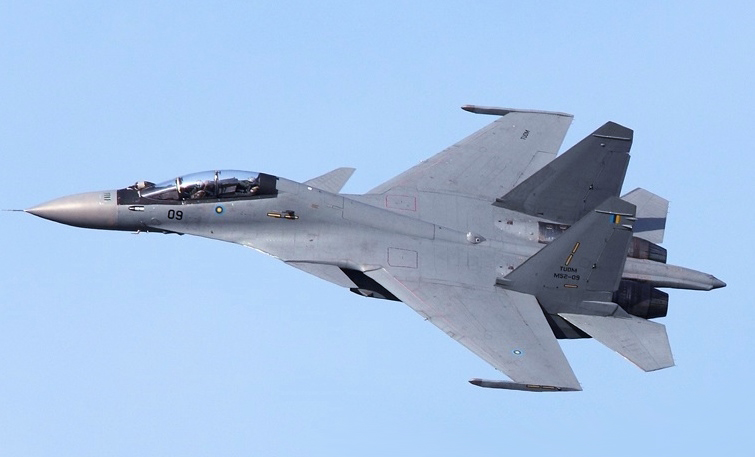
Sukhoi Su-30MKM de las Fuerzas Especiales de la RMAF.

Tradicionalmente, las Fuerzas Especiales de la RMAF (Royal Malaysian Air Force; Real Fuerza Aérea de Malasia) han recurrido a Occidente para sus compras, principalmente a Estados Unidos y Europa. Sin embargo, las limitaciones impuestas por Estados Unidos a la entrada de "nueva tecnología" en la región hicieron que las Fuerzas Especiales se planteara las compras a Rusia y a otras fuentes no tradicionales. En la actualidad, la RMAF opera una combinación única de aviones de fabricación estadounidense, europea y rusa.

### Formación del Cuerpo de Marines
El ministro de Defensa, Hishammuddin Tun Hussein, declaró el 10 de octubre de 2013 que Malasia tiene previsto crear un cuerpo de marines para operaciones anfibias. El cuerpo de marines procederá de los tres servicios. La mayor parte procederá de uno de los tres batallones de paracaidistas de la 10ª Brigada de Paracaidistas, que será rebautizado como batallón de infantería de marina. Tanto el 9º Regimiento Real Malayo (Aerotransportado) como el 8º Regimiento Real Ranger (Aerotransportado) han realizado adiestramiento en guerra anfibia como misión secundaria, como el ejercicio CARAT (Cooperation Afloat Readiness and Training; Preparación y entrenamiento para la cooperación a flote) con el Cuerpo de Marines de los Estados Unidos (USMC: US Marine Corps) y otros ejercicios anfibios realizados también con fuerzas armadas extranjeras.

## Industria de defensa
Tras la independencia, Malasia avanzó estableciendo y desarrollando su propia industria de defensa. Malasia ha mejorado su industria de defensa a través de sus empresas de defensa fabricando y produciendo localmente armas, como municiones, fusiles, blindados, buques de guerra y aviones ligeros, incluidos vehículos aéreos no tripulados, para las fuerzas armadas. DefTech, Mildef International Technologies y Weststar Defence Industries son algunas de las empresas locales que hacen hincapié en el mantenimiento y la fabricación de vehículos militares terrestres y del sector de la automoción. Mientras que la empresa Sapura se centra más en la electrónica militar y la integración de sistemas como; sistemas de comunicación, sistemas tácticos, sistemas de mando y control, sistemas de entrenamiento y simulación y sistemas de vigilancia. Siguiendo la Política de Defensa Nacional de Malasia, las Fuerzas Armadas malayas han adoptado armas de fabricación local como DefTech ACV-300 Adnan, DefTech AV-8 Gempita, DefTech AV-4 Lipanbara, Weststar GK-M1 y Handalan. En enero de 2021, Mildef International Technologies lanzó su nuevo Mildef Tarantula HMAV destinado al mercado local y a la exportación. En la feria Defence Services Asia (DSA) 2022, Mildef International Technologies presentó su segundo vehículo blindado, el Mildef Rentaka 4x4. Otra empresa local, Cendana Auto, también presentó su nuevo Cendana Auto Rover, listo para entregar al Ejército malasio.
Como país con una vasta zona marítima, Malasia cuenta desde hace mucho tiempo con una gran industria de construcción naval desde el sultanato de Malaca. Durante ese periodo, el país fue el principal constructor naval de la región. En la actualidad, Malasia alberga numerosas empresas de construcción naval, lo que le ha dado su reputación de país con gran experiencia e instalaciones marítimas. A través de empresas locales como Lumut Naval Shipyard, Boustead Heavy Industries Corporation, Destini Berhad y Gading Marine, Malasia pudo construir localmente sus propios combatientes de superficie y barcos de combate importantes, como la fragata de clase Maharaja Lela, el patrullero de altura de clase Kedah, la cañonera de clase Jerung, el buque escuela de clase Gagah Samudera, el buque de transporte rápido de tropas clase Sri Tiga, el barco de combate de clase G2000-18m de Gading Marine y el barco de clase Sandakan Jaya Teknik. Además, empresas locales como Labuan Shipyard and Engineering, Malaysia Marine and Heavy Engineering y otras también pudieron llevar a cabo el mantenimiento y las revisiones menores y mayores de los buques navales a nivel local, sin necesidad de enviarlos al extranjero. Algunos de estos grandes logros se pusieron de manifiesto cuando Malasia consiguió completar la revisión general de sus submarinos de la clase Scorpene. El programa de modernización fue realizado localmente por Boustead en la base de submarinos de la RMN en Labuan, Sabah. Malasia también exporta ya sus buques de guerra a armadas extranjeras, como el LST de clase Al-Quwaisat, fabricado por Shin Yang, a la armada de Emiratos Árabes Unidos, y el barco de combate rápido de interdicción de clase Manta MkII, fabricado por Northern Shipyard, a la armada nigeriana. Este barco de combate en concreto se comercializó bajo la empresa Suncraft Private Limited, con sede en Singapur.
En el sector aeroespacial, no cabe duda de que Malasia es uno de los centros aeroespaciales de la región. AIROD es una de las únicas empresas que ha recibido un certificado de la empresa de defensa Lockheed Martin, con sede en Estados Unidos, como centro de mantenimiento de aeronave de C-130 fuera de Estados Unidos. En 2015, el Cuerpo de Marines de Estados Unidos adjudicó a AIROD las operaciones de MRR de sus 13 unidades de aviones C-130 con base en Japón. Además del C-130, AIROD también tenía experiencia en el mantenimiento de otros tipos de aviones comerciales y militares y había prestado sus servicios a otros clientes de toda la región. Al igual que AIROD, otra empresa aeroespacial local llamada ATSC (Aerospace Technology Systems Corporation) también ha desempeñado un papel importante en la industria aeroespacial de Malasia. Esta empresa se centra más en los servicios de MRR para aeronaves de fabricación rusa como el Sukhoi Su-30, el MiG-29 y el Mil Mi-17. En 2017, ATSC se adjudicó un contrato para llevar a cabo una importante revisión y actualización de la flota de Sukhoi Su-30 MKM de las Fuerzas Especiales de la RMAF. Desde la década de 1990, Malasia, a través de SME Aerospace y CTRM, fabrica componentes aeronáuticos como piezas de alas, góndolas, estructuras de materiales compuestos y piezas de helicópteros para la empresa Airbus. Entre ellos se incluyen piezas para los helicópteros A320, A330, A350, A380, A400 y Airbus. Además, SME Aerospace también fabrica pilones para el BAE Systems Hawk AJT para clientes de todo el mundo. Aunque Malasia no construye grandes aviones a nivel local ni a través de ninguna asociación, ya tiene experiencia en la construcción de aviones ligeros, como el SME Aero Tiga y el CTRM Eagle Aircraft Eagle 150. Además, CTRM también construye su propio vehículo aéreo no tripulado, el CTRM Aludra.
En 1969, Malasia creó una empresa de fabricación de armas de fuego, SME Ordnance. SME Ordnance empezó fabricando munición localmente, pero ahora también puede fabricar armas de fuego de alta tecnología. En 1991, SME Ordnance adquirió una licencia para fabricar localmente rifles Steyr AUG de fabricación austriaca. En 2001, SME Ordnance siguió avanzando y adquirió una licencia para fabricar localmente rifles M4 Carbine de fabricación estadounidense. Las Fuerzas Armadas de Malasia y otros organismos gubernamentales utilizan actualmente rifles Steyr y M4 de fabricación local. Además, SME Ordnance también suministra una amplia gama de municiones estándar de la OTAN, desde calibre 5,56 mm hasta 155 mm, minas, explosivos y cohetes. Otra empresa local de armas de fuego, Aegis Malinnov, también desarrolló pistolas autóctonas denominadas Malinnov M1P, destinadas a las agencias gubernamentales malasias. Con motivo de la LIMA (Langkawi International Maritime and Aerospace Exhibition; Exposición internacional aeroespacial y marítima de Langkawi) 2023, el grupo EDGE de Emiratos Árabes Unidos firmó un acuerdo con la empresa malasia Ketech Asia Sdn Bhd para la producción local de armas de fuego CARACAL mediante la transferencia de tecnología.
Malasia también tiene su propio consejo estatutario de investigación en tecnología de defensa. El Instituto de Investigación Científica y Tecnológica para la Defensa (STRIDE: Science Technology Research Institute for Defence) es la junta estatutaria dependiente del Ministerio de Defensa de Malasia y se encarga de realizar actividades de investigación y desarrollo relacionadas con las tecnologías de defensa para el Ministerio de Defensa y las Fuerzas Armadas de Malasia.

## Acción internacional
El Acuerdo de Defensa de las Cinco Potencias (FPDA: Five Power Defence Arrangement) entre Malasia, Singapur, Australia, Nueva Zelanda y el Reino Unido es una iniciativa de seguridad regional que existe desde hace más de 45 años. Consiste en la realización de maniobras militares conjuntas entre los cinco países.
Malasia también participa activamente en maniobras internacionales como CARAT, RIMPAC y COPE. También se han celebrado maniobras conjuntas y juegos de guerra con Brunéi, Indonesia, Francia y Estados Unidos. Además, Malasia, Filipinas, Tailandia y Vietnam han acordado organizar maniobras conjuntas de fuerzas de seguridad para proteger sus fronteras marítimas y abordar problemas como la inmigración ilegal, la piratería y el contrabando.
Anteriormente, se temía que las actividades de los militantes extremistas en las zonas musulmanas del sur de Filipinas y del sur de Tailandia pudieran extenderse a Malasia. En respuesta, Malasia empezó a reforzar la seguridad de sus fronteras.